# Роски, Франсуа Жозеф
Франсуа Жозеф Роски (фр. François Joseph Rauski; 13 декабря 1837, Саргемин — 26 марта 1910, Аркашон) — французский военный дирижёр, известный как один из авторов популярного марша «Полк Самбры-и-Мааса».
Его отец, военный трубач Жозеф Роски (Рауски, фр. Raouski), поляк по происхождению, родился в 1795 году в Заблудуве, участвовал в битве при Ватерлоо и в дальнейшем осел во Франции как капельмейстер кавалерийского полка. Роски-младший вырос в Агно, в 1856—1858 гг. учился в Парижской консерватории, после чего поступил вице-капельмейстером в 1-й кавалерийский полк, с 1863 г. капельмейстер 2-го кавалерийского полка. Участник Франко-прусской войны, в 1870 г. попал в плен под Мецем. По возвращении во Францию с 1871 г. служил военным капельмейстером 18-го пехотного полка французской армии под командованием полковника Шарля Теодора Мийо; полк был расквартирован в По, сам Роски жил в Жюрансоне. По распоряжению своего командира в 1873 году (в некоторых источниках называется также 1876 или 1879 гг.) взял мелодию песни Робера Планкета «Полк Самбры-и-Мааса» за основу военного марша, значительно расширив и переработав её. Марш впервые прозвучал при праздновании Дня взятия Бастилии в По и приобрёл с годами исключительную популярность, хотя вопрос о вкладе Планкета и Роски в этот успех и был предметом споров; современные источники предлагают разделить этот успех поровну на троих, включая и автора текста песни Поля Сезано.
Кавалер Ордена Почётного легиона (1880). Выйдя в отставку, поселился в Аркашоне и до 1896 г. возглавлял один из местных духовых оркестров.
Именем Роски названы улицы в По (фр. Rue François-Joseph Rauski; 1937) и Агно (1999). К столетию со дня смерти Роски его имя присвоено живописной дороге, ведущей в Жюрансон через долины Асп и Оссо.